# Balanitis plasmocellularis

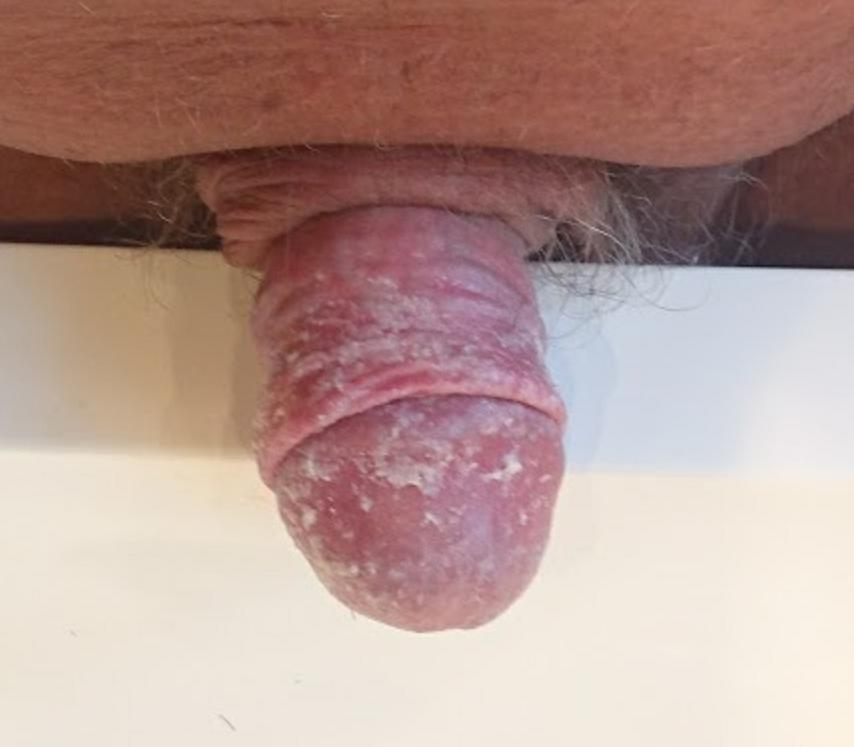

Balanitis plasmocellularis  of de ziekte van Zoon is een ontsteking van de huid en het slijmvlies van de penis (balanitis), gekenmerkt door vurig rode gebieden. Er kan geen ziekteverwekker worden aangetoond. Bij histologisch onderzoek worden veel plasmacellen gezien. De aandoening komt regelmatig voor bij mannen vanaf middelbare leeftijd, die niet besneden zijn. De ziekte is ca. 1950 voor het eerst beschreven door de Nederlandse dermatoloog J.J. Zoon.
Vaak kan de aandoening met dermatocorticosteroïden onder controle gekregen worden. Bij hardnekkige gevallen kan circumcisie helpen.